# Жизненный цикл семьи
Жизненный цикл семьи — это закономерная последовательность этапов, которые проходит в своём развитии семья. Выделяют стадии, или этапы, жизненного цикла, то есть период времени существования семьи от одного семейного события до другого.
Термин «жизненный цикл семьи» (англ. Family Life Cycle) был введён Э. Дювалль и Р. Хиллом в 1948 году. Динамику развития семьи они изучали, опираясь на теорию Э. Эриксона о специфичности задач, решаемых личностью последовательно на каждой из стадий развития семьи.
В рамках системного подхода, который часто используется в семейной психологии и психотерапии, семья определяется как самоорганизующаяся социальная система, которая находится в постоянном взаимодействии и взаимообмене с внешним миром (окружающей средой). В рамках этого подхода выделяют два закона, в соответствии с которыми осуществляется функционирование семьи:
1. Закон гомеостаза. Согласно этому закону, деятельность семьи направлена на сохранение постоянства и стабильности.
2. Закон развития. Этот закон подразумевает, что семья в историческом аспекте характеризуется тремя терминами: генезис, развитие и ликвидация.

Из второго закона следует, что существует некий жизненный цикл семьи, и можно говорить о периодичном и последовательном её изменении. Каждая стадия жизненного цикла семьи включает в себя характерные для неё задачи развития.
«Жизненный цикл развития семьи определяется объективными событиями (рождение, смерть) и осуществляется в контексте возрастных изменений всех членов семьи». Карабанова О.А., доктор психологических наук, считает, что психологические изменения, связанные с возрастом и касающиеся каждого из членов семьи, в корне меняют её жизнь: "изменяются система потребностей и мотивов личности, способы её поведения и деятельности, социальный статус членов семьи, а следовательно, стиль общения и характер функционирования семьи в целом".

## Периодизации семейного цикла
Существует большое число различных периодизаций семейного цикла. В качестве критериев для выделения стадий разные авторы используют разные показатели: наличие или отсутствие детей и их возраст; возраст супругов; стадии развития брака; изменения отдельных функций семьи; изменения структуры семьи; изменения способов внутрисемейной коммуникации и т. д. В качестве критерия периодизации развития семейной системы также могут выступать наиболее значимые события в жизни семьи: например, некоторые моменты взаимодействия членов семьи, которые образуют так называемый семейный сюжет.
Однако на основе обзора существующих периодизаций можно сделать заключение, что основным критерием для них выступает изменение места детей в структуре семьи и исполнение супругами воспитательной функции.
Э. Дювалль (1957) рассматривает следующие стадии жизненного цикла семьи, основанные на критерии наличия или отсутствия детей в семье и их возраста:
1. Формирующаяся семья (0—5 лет), детей нет.
2. Детородящая семья, возраст старшего ребёнка до 3 лет.
3. Семья с детьми-дошкольниками, старшему ребёнку 3—6 лет.
4. Семья с детьми-школьниками, старшему ребёнку 6-13 лет.
5. Семья с детьми-подростками, старшему ребёнку 13-21 год.
6. Семья, «отправляющая» детей в жизнь.
7. Супруги зрелого возраста.
8. Стареющая семья.

Э. К. Васильева (1975) выделяет пять стадий семейного цикла, на каждой из которых решаются свои специфические задачи её развития.
К критериям выделения стадий семейного цикла Васильева  добавила такие критерии, как: наличие собственных семей у детей, начало трудовой деятельности детей, совместное проживание детей с родителями:
1. Зарождение семьи: с момента заключения брака до рождения первого ребёнка.
2. Рождение и воспитание детей: продолжается до момента начала трудовой деятельности хотя бы одного ребёнка.
3. Окончание выполнения семьёй воспитательной функции: продолжается до того момента, когда на попечении родителей не остаётся ни одного из детей.
4. Совместное проживание родителей с детьми, хотя бы один из которых не имеет собственной семьи.
5. Супруги живут одни или с детьми, имеющими собственные семьи.

Б. Картер и М. МакГолдрик (1988) разработали периодизацию, в основе критериев которой лежат важные характеристики семьи: состав, жизненные цели и реализуемые для их достижения задачи, а также "переходы с одной стадии на другую в соответствии с новыми жизненными установками семейной системы". Карабанова О.А. отмечает, что последний критерий - это нормативный кризис семьи, потому что каждый переход на новый этап жизненного цикла семьи происходит неразрывно с перестройкой прежней семейной системы. 
1. Добрачный период или "время монады".  На данном этапе основной целью является взросление личности, достижение ею экономической и эмоциональной независимости, а также принятие ответственности за себя и свою судьбу. В основные задачи во "время монады" входят: сепарация от родительской семьи и достижение независимости, развитие интимности межличностных отношений[6], в т.ч. поиск брачного партнёра, получение профессии и начало профессиональной трудовой деятельности.
2. Заключение брака, образование новой семейной пары или "время диады". Главная цель "времени диады" заключается в формировании на основе заключения брака новой семейной системы. Перед партнёрами встаёт обширный спектр задач, от разрешения которых во многом будет зависеть успешное функционирование семьи и её будущее. Новой семье необходимо решать задачи брачно-семейной адаптации, выработки определённых взаимоотношений с родителями и родственниками каждого из супругов, распределения семейных ролей, формирование и принятие семейного уклада и ценностей семьи, установление общего бюджета и многие другие.
3. Семья с маленькими детьми. Целью этого этапа является начало осуществления семьёй воспитательной функции в связи с включением в неё новых членов. На данном этапе структурно-функциональное строение семьи меняется, формируются супружеская и родительско-детская подсистемы, складывается родительская позиция матери и отца, вырабатываются и реализуются стратегия и методы воспитания, семейная система адаптируется к вхождению в неё детей, устанавливаются новые взаимоотношения с расширенной семьёй (в частности, прародители принимают роли дедушек и бабушек). В результате рождения ребёнка в семье развивается серьёзный кризис.   Ряд авторов подразделяет указанную стадию жизненного цикла семьи на стадии семьи с детьми младенческого возраста, с детьми дошкольного возраста, с детьми школьного возраста (А.Н. Волкова, Т.М. Трапезникова, Н.Л. Васильева)[2].
4. Семья с детьми подросткового возраста. Данный этап жизненного цикла семьи во многом определяется развитием семейной системы в связи с возрастанием независимости детей от родителей и появлением у супругов обязанности заботиться о прародителях. Среди основных задач можно выделить изменение родительско-детской системы отношений в сторону признания взросления детей и принятия их права на некоторую степень самостоятельности и независимости, заботу о старшем поколении и разрешение супругами кризиса середины жизни. Часто этот этап характеризуют повышенным уровнем тревоги, появлением у супругов чувства "утраты любви", низким уровнем субъективной удовлетворённости браком.
5. Период приобретения детьми взрослого статуса и их отделения.  Главной целью этого этапа является "формирование гибкой семейной системы с открытыми границами"[2]. Перед супругами встаёт задача реорганизации семьи как диады, между детьми и родителями складывается система отношений по типу "взрослый-взрослый". В семейную систему на данном этапе включаются новые члены (партнёры взрослых детей), и супруги осваивают новые для них роли бабушки и дедушки. На этом этапе завершается осуществление семьёй воспитательной функции, дети создают собственные семьи, а супруги должны вновь построить отношения в рамках "семьи-диады".
6. Период жизни после отделения детей. На данном этапе система отношений поколений в рамках расширенной семьи перестраивается, при этом учитываются возрастные изменения супругов. Среди основных задач выделяются приобретение мудрости и опыта старости, изучение и осуществление новых семейных и социальных ролей как дедушки и бабушки. Чаще всего именно в этот период супруги переживают смерть близких друзей и ровесников.   В виду неравномерного старения супругов одному из них приходится переживать утрату другого и строить новую модель жизни. С уходом одного из супругов жизненный цикл семьи завершается.

Немецкий социолог Рудольф Нойберт выделял сходные этапы жизненного цикла семьи: этап жизни вдвоём, этап рождения и воспитания детей, этап воспитания детей в старшем школьном возрасте, этап отделения детей от родителей и этап воспитания внуков. В периодизации В. Баркаи прослеживается аналогичная последовательность стадий.
В. А. Сысенко (1989) выделяет четыре стадии, критерием разграничения которых выступает количество лет, прожитых супругами в браке:
1. Совсем молодые браки — от 0 до 4 лет совместной жизни.
2. Молодые браки — от 5 до 9 лет.
3. Средние браки — от 10 до 19 лет.
4. Пожилые браки — более 20 лет совместной жизни.

А. И. Антонов и В. М. Медков (1996) рассматривают четыре основные стадии жизненного цикла:
1. Стадия предродительства — от заключения брака до рождения первого ребёнка.
2. Стадия репродуктивного родительства — период между рождением первого и последнего ребёнка.
3. Стадия социализационного родительства (стадия воспитания) — период от рождения первого до выделения из семьи последнего ребёнка.
4. Стадия прародительства — период от рождения первого внука и до смерти одного из прародителей (прародители становятся бабушкой и дедушкой).

Г. Навайтис (1999) выделяет шесть этапов развития семьи, выделенных на основании стадий супружеских отношений:
1. Добрачное общение.
2. Брак.
3. Этап медового месяца.
4. Этап молодой семьи.
5. Зрелая семья.
6. Семья людей старшего возраста.

## Нормативные семейные кризисы
Нормативный кризис характеризует переход между стадиями жизненного цикла и переживается практически каждой семьёй. При успешном разрешении кризисной ситуации происходит, как правило, гармоничное развитие семьи и личностный рост её членов.
В рамках системного подхода первое подробное рассмотрение жизненного цикла семьи было представлено в книге Дж. Хейли (1973) «Необычная психотерапия». Автор отметил, что симптомы кризиса чаще всего возникают в точках перехода от одного этапа жизненного цикла к другому.
Нормативные кризисы возникают, когда прохождение какого-либо этапа жизненного цикла затрудняется. При этом способы достижения целей, использовавшиеся ранее, перестают быть эффективными при удовлетворении новых потребностей членов семьи. Каждый новый этап связан с изменениями всей структуры семьи и обладает рядом задач, предстающих перед семьёй.
Суть нормативного кризиса семьи заключается в перестройке всей семейной системы, в ходе чего разрешаются противоречия между новыми задачами семьи и сложившимся в семье характером общения и взаимодействия между всеми её членами.
По мнению Карабановой О.А., на каждой стадии жизненного цикла семьи есть два возможных сценария: либо семья успешно разрешает стоящие перед ней задачи (сценарий благополучия), либо семья неспособна разрешить эти задачи и дальнейшее её развитие будет деструктивным (сценарий неблагополучия). Между двумя этими сценариями - множество особых путей развития семьи, которые определяют, насколько гармонично и эффективно она будет функционировать. Решение задач каждой последующей стадии определяется успешностью решения задач стадии предыдущей при наличии между ними преемственности и взаимосвязи.
В. Сатир (1992) выделяет десять основных кризисных этапов в семейном цикле :
1. Зачатие, беременность и рождение первого ребёнка.
2. Начало освоения ребёнком человеческой речи.
3. Налаживание отношений ребёнка с окружающей средой.
4. Вступление ребёнка в подростковый возраст.
5. Взросление ребёнка, оставление родительского дома.
6. Женитьба взрослых детей, вхождение в семью новых членов (невестка, зять).
7. Наступление климакса в жизни женщины.
8. Уменьшение сексуальной активности мужчин.
9. Становление родителей в роли бабушек и дедушек.
10. Уход из жизни одного из супругов.

Некоторые авторы придерживаются интегрированного подхода (2006), где выделяются семь семейных нормативных кризисов, связанных с жизненным циклом семьи:
- Кризис 1. Принятие на себя супружеских обязательств.
- Кризис 2. Освоение супругами родительских ролей и принятие факта появления в семье новой личности.
- Кризис 3. Включение детей во внешние социальные структуры (детский сад, школа).
- Кризис 4. Принятие факта вступления ребёнка в подростковый период, экспериментирование с его независимостью.
- Кризис 5. Выросший ребёнок покидает дом.
- Кризис 6. Супруги вновь остаются вдвоем.
- Кризис 7. Принятие факта смерти одного из супругов.

Помимо нормативных, принято выделять также ненормативные кризисы семьи. Ненормативные кризисы семьи могут быть вызваны разводом, изменой супруга, изменением состава семьи, не связанным с рождением ребёнка, финансовыми трудностями и другими стрессорами.
Таким образом, семья в своём развитии проходит ряд стадий (этапов), из которых складывается жизненный цикл семьи. На каждой его стадии присутствуют и кризис, и  возможности личностного роста членов семьи и развития семейной системы в целом.